# Nyheter24
Nyheter24 är en svensk webbtidning. Chefredaktören är sedan år 2013 är Henrik Eriksson och Mathilda Lundqvist är nyhetschef sedan 2023.
Nyheter24 ägs sedan 2019 av Life of Svea.  Bolaget har ett 20-tal anställda journalister enligt Allabolag.se. Enligt analysverktyget Alexa var Nyheter24 i början av november 2017 den 209:e populäraste webbplatsen, oavsett kategori, i Sverige.
Under 2015 hade Nyheter24-Gruppen, som bolaget då hette innan försäljningen till Life of Svea. en omsättning på 210 miljoner kronor, och gjorde en vinst på 5 miljoner kronor.

## Historik
Sajten grundades av Douglas Roos, tidigare Sverigechef på spelföretaget Ladbrokes, och Patrik Sandberg på mediebyrån Starcom. Ryktena om att de hade ett gemensamt medieprojekt på gång tog fart i början av år 2008. Under våren bildade de företaget 24 Media Network och registrerade webbplatsen 24medianetwork.com. Riskkapitalbolaget Rite Ventures bidrog med 12 miljoner kronor till projektet. Webbplatsen Nyheter24.se lanserades den 30 september 2008 kl 10.00 med Aaron Israelson som chefredaktör. Nyheter24 fick i samband med starten 2008 kritik för att bryta mot kollektivavtal genom att ha oavlönade praktikanter som anställda, och därmed bidra till lönedumpning i journalistbranschen. Den 7 oktober 2010 belönades Nyheter24 med utmärkelsen Årets Dagstidning i kategorin digitala medier av Tidningsutgivarna och Medievärlden. Ehsan Fadakar tog i april 2011 över rollen som chefredaktör.
8 juni 2011 förvärvades Wyatt Media Group av Nyheter24-Gruppen och man tog därmed över LunarStorm, LS8, Bilddagboken, Tyda.se, Äger Duger Suger, Netric Sales och Bloglovin. I affären fick CLS Holding, Wyatts ägarbolag, 20 procent av aktierna i Nyheter24-Gruppen. Henry Klotz från CLS Holdings fick även en plats i Nyheter24-Gruppens styrelse.
2015 och 2016 var Nyheter24 återigen nominerade till Årets Dagstidning av Tidningsutgivarna. 

## Några skribenter hos Nyheter24
- Henrik Eriksson (chefredaktör),
- Marcus Birro (sportredaktör Studio Allsvenskan),